# Phufa
Phufa（直译：「天山」），又译作普发，是诗琳通公主于1995年创立并发起的职业促进项目，主要目的是保护泰国贫困地区的儿童及青少年。
Phufa在曼谷和泰国其他城市均有店铺，旗舰店在2001年9月于Siam Discovery设立，共有17家分店；宝藏库设在暹罗百丽宫的四楼。主要销售印有诗琳通公主御笔的手工艺品及服装，这些手工艺品大多来自泰国偏远地区人民的手艺，通过Phufa贩售以增加偏远地区人民的收入。2007年12月5日普密蓬国王80岁寿辰前，Phufa在曼谷的两家分店畅销约4万件粉红色衬衫。